# Furusundsfjärdens naturreservat
Furusundsfjärdens naturreservat är ett naturreservat i Norrtälje kommun i Stockholms län.
Området är naturskyddat sedan 1974 och är 373 hektar stort. Reservatet omfattar flera öar i Furusundsfjärden. Reservatet/öarna är bevuxna  består av lövskog med inslag av ädellövträd, granskog samt barrblandskog.